# 日産・アメニオ
日産・アメニオ (AMENIO) とは、日産自動車が開発したコンセプトカーである。

## 概要
2005年の第39回東京モーターショーで初公開された、ティアナやラティオ、シルフィの「モダンリビングコンセプト」をミニバンに発展させたコンセプトカーである。
3列とも同形状のシートが採用された6人乗りの余裕のあるサイズのミニバンであり、これを「マルチ・ピープル・キャリアー」としている。また、ドアはピラーレスの両側スライドドアが採用されており、フロントシートとセカンドシートには電動スライド&リクライニング機構が、セカンドシートにはオットマン機構が備えられている。
インテリアは赤い革のシートで、エルグランドのレッドレザープレミアムセレクションはこれをイメージしたモデルである。インパネには18インチの大型モニターを搭載し、カーナビ画面や地球上を走る自車を宇宙から眺める「アースブラウズ」、進行方向に見える星座を表示する「スペースブラウズ」などの情報が表示される。